# IKCO Samand
Samand (Саманд (укр.)) (перс. سمند) — перший національний автомобіль Ірану, виготовляється компанією Iran Khodro (IKCO) побудований на основі Peugeot 405 з використанням місцевих деталей.

## Опис моделі

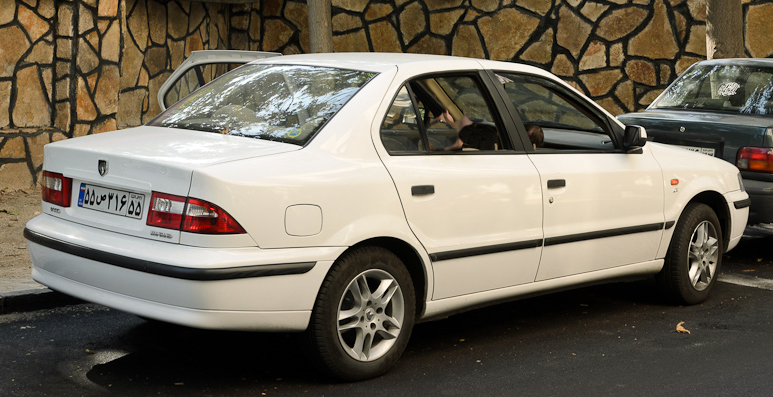
Iran Khodro Samand

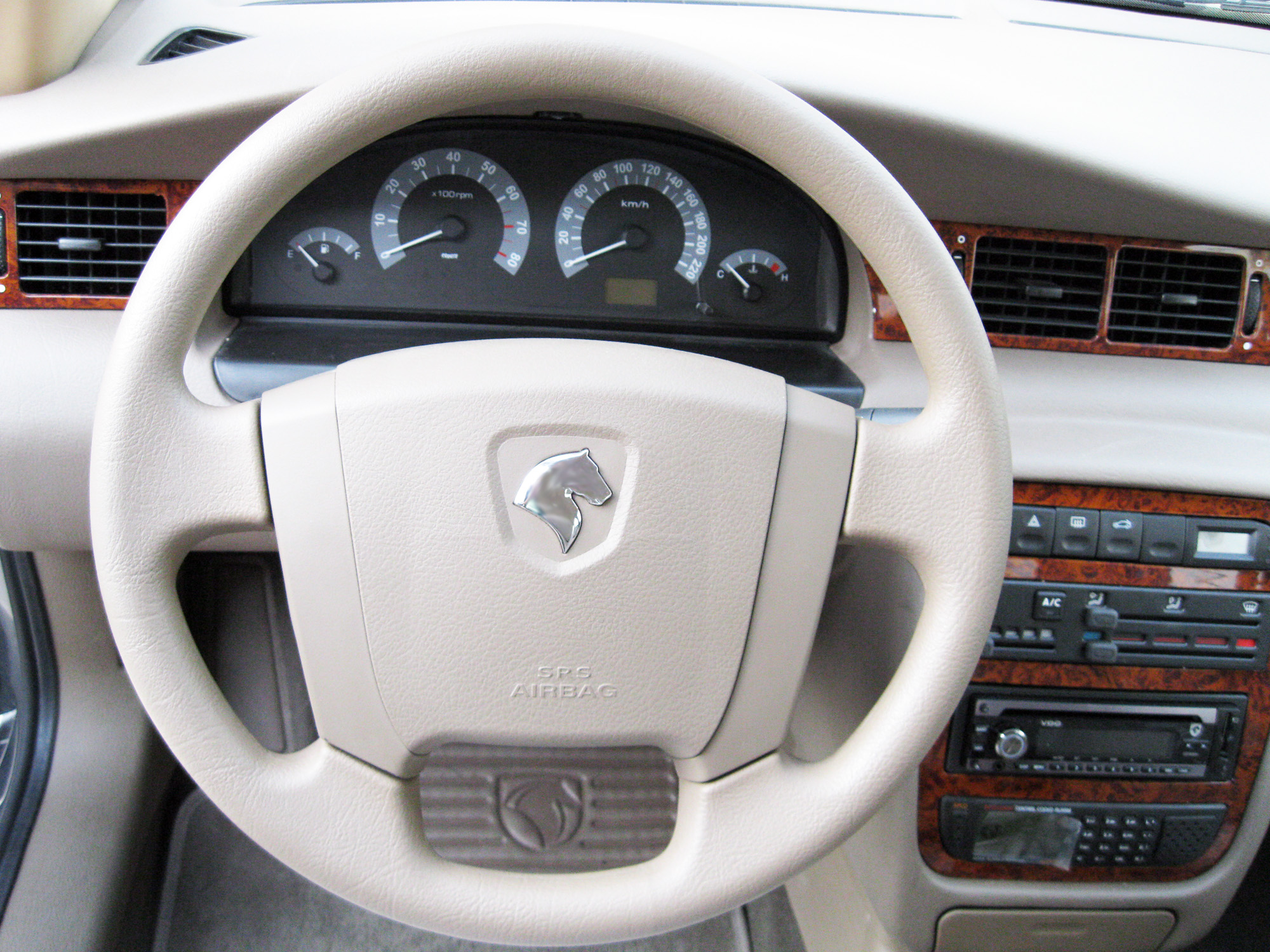

Поряд з оновленою версією, Peugeot Pars, Iran Khodro досі випускає Peugeot 405. Відносини Іран Ходро з французькою компанією PSA Peugeot Citroën почалися, коли вони постачали двигуни XM7 (використовувався в Peugeot 504) поряд з трансмісією для деяких моделей Paykan, яка у свою чергу була заснована на Hillman Hunter. IKCO виготовляє 80% деталей Саманда всередині країни. 
Samand (Саманд) побудований на базі автомобіля Peugeot 405, в наш час[коли?] використовуються такі двигуни: XU7JP/L3 (8-кл.), І TU5JP/L4 (16-кл.). З 2007 р. IKCO використовує розроблені своїми силами дво-паливні двигуни (бензин + газ) для своїх нових моделей. Німецька компанія Bosch також виявила цікавість до збірки іранського двигуна за ліцензією.

## Складальні лінії
Саманд також виготовляється в Мінську (Білорусь) фірмою Юнісон разом з фургонами Люблін з вересня 2006 року. Компанія Star збирає седани Саманд в Азербайджані під місцевою назвою AzSamand. Компанія Venirauto почала збирати седани Саманд в Венесуелі з 2006. Компанія Siamco запустила у березні 2007 року складальну лінію Саманд (Samand Shaam) в Сирії. Iran Khodro також в майбутньому планує збирати Саманд в Єгипті, Китаї і Сенегалі на спільних підприємствах.

## Модифікації
- SAMAND, комплектації: «Basic», «EL», «Norma», «LX»
- SAMAND TU5 - головні відмінності від Samand: 16-кл. двигун, подушка безпеки водія (легко впізнати по оновленій решітці радіатора)
- SAMAND SARIR (подовжена версія автомобіля Samand)
- SAMAND SOREN [Архівовано 26 вересня 2011 у Wayback Machine.] - новий дизайн автомобіля Samand.
- SAMAND VANET (перспективний пікап на базі Samand)
- Samand Zoubin (дизайнерська розробка)
- Samand Coupe (дизайнерська розробка)
- Samand Pardis (дизайнерська розробка)

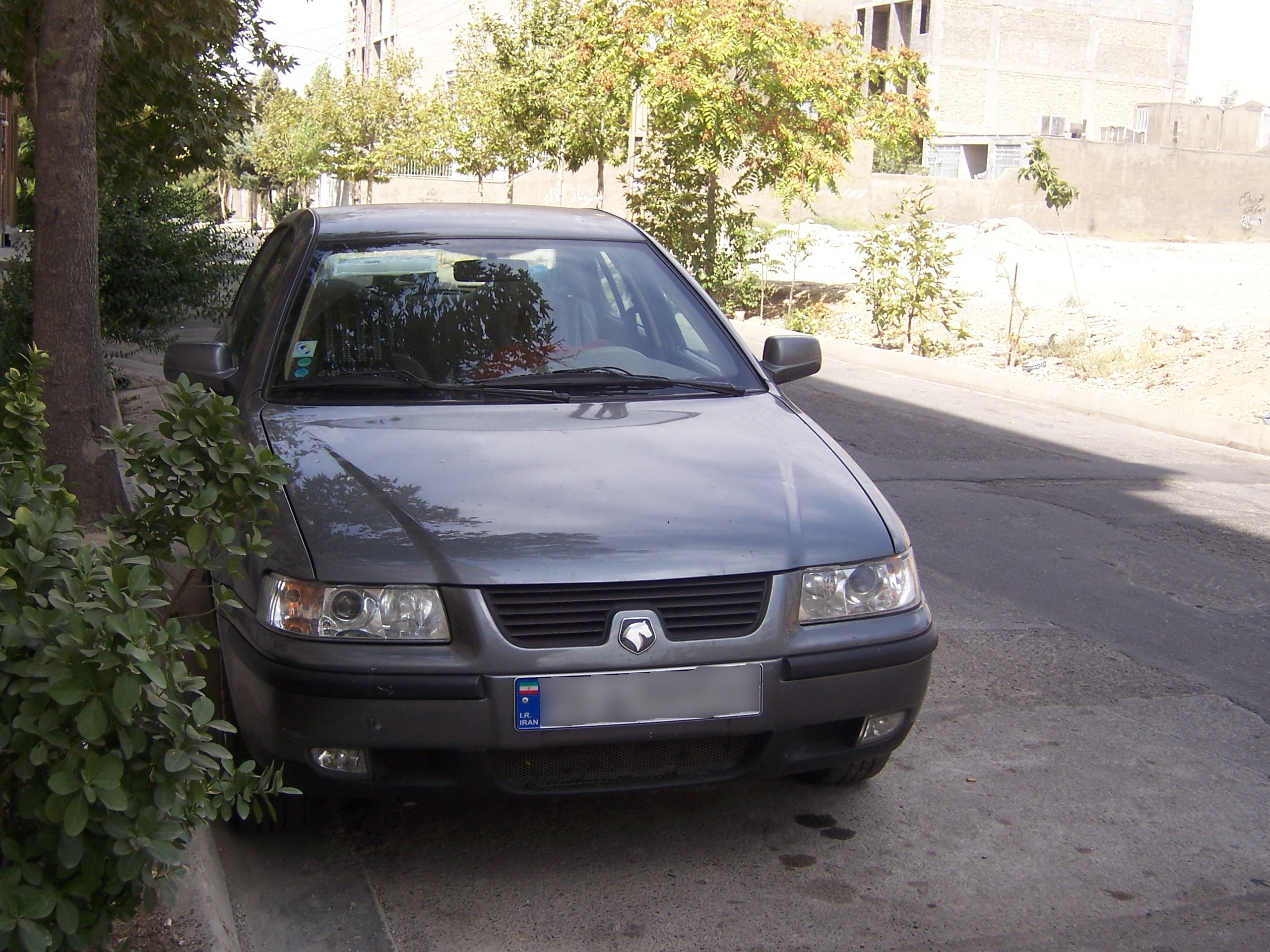
Iran Khodro Samand LX

- Samand Runna

## Двигуни
| Індекс   | Модель двигуна | Об'єм    | Клапани/ГРМ | Система живлення | Пальне     | Потужність при об/хв      | Крутний момент при об/хв       |
| -------- | -------------- | -------- | ----------- | ---------------- | ---------- | ------------------------- | ------------------------------ |
| 1.8L     | XU7JP/L3       | 1761 см³ | 8/SOHC      | інжектор         | бензин     | 100 к.с. (75 кВт)/6000    | 153 Нм/3000                    |
| 1.8L V16 | XU7JP4/L4      | 1761 см³ | 16/DOHC     | інжектор         | бензин     | 110 к.с. (82,5 кВт)/?     | ? Нм/?                         |
| 1.6L V16 | TU5JP/L4       | 1587 см³ | 16/DOHC     | інжектор         | бензин     | 110 к.с. (82,5 кВт)/5600  | 147 Нм/4000                    |
| 1.7L V16 | EF7            | 1648 см³ | 16/DOHC     | інжектор         | газ/бензин | 113 к.с. (84,75 кВт)/6000 | 155 Нм (газ: 136 Нм)/3500-4500 |
| 1.4L V16 | EFD            | 1497 см³ | 16/DOHC     | дизель           | газ/дизель | 122 к.с. (90 кВт)/4000    | 256 Нм/1750                    |

## Samand Diesel
У 2009 році IKCO оголосила, що в 2010 році вони будуть виробляти Samand з новим двигуном EFD ; однак через необхідні випробування двигуна, підготовку автомобіля до встановлення на нього двигуна, а також через відсутність розповсюдження дизельного палива Євро IV у країні час виробництва перенесено на 2011 рік. 30 листопада 2010 року IKCO оголосила про серйозні зміни в Samand порівняно з двопаливними або однопаливними Samand, оскільки він сумісний з установкою двигуна EFD. Ці основні зміни: заміна радіатора , встановлення інтеркулера , водяних та гідравлічних шлангів, корпусів двигуна, коробки передач вихлопної системи та ізоляції моторного відсіку. 

## Експорт
Автомобілі Samand експортуються в такі країни:
| Африка - Алжир - Єгипет - Гана - Малі - Сенегал | Азії - Афганістан - Бангладеш - Сирія - Таджикистан - В'єтнам - Ірак - Ліван | Європа - Білорусь - Росія - Швейцарія - Туреччина - Вірменія - Азербайджан - Грузія | Південна Америка - Венесуела |